# Rodenkirchen (okręg administracyjny Kolonii)
Rodenkirchen, Köln-Rodenkirchen – okręg administracyjny (niem. Stadtbezirk) w Kolonii, w Niemczech, w kraju związkowym Nadrenia Północna-Westfalia. 
W skład okręgu administracyjnego wchodzi 13 dzielnic (Stadtteil):
1. Bayenthal
2. Godorf
3. Hahnwald
4. Immendorf
5. Marienburg
6. Meschenich
7. Raderberg
8. Raderthal
9. Rodenkirchen
10. Rondorf
11. Sürth
12. Weiß
13. Zollstock